# Totalité et Infini
Totalité et Infini est un essai d'Emmanuel Levinas, paru en 1961, sous-titré « essai sur l'extériorité ». Il est l'expression de la première forme de la pensée de Levinas, encore très influencée par la phénoménologie.

## Présentation générale

### Contexte
Emmanuel Levinas étudie la philosophie avant le déclenchement de la Seconde Guerre mondiale. Il étudie alors longuement la  phénoménologie, en lisant notamment Edmund Husserl. La mort de sa famille durant la Shoah incite Levinas, une fois la guerre achevée, à orienter sa pensée vers une réflexion sur le génocide hitlérien et l'idée de force.

### Contenu
L'idée centrale de Levinas est que toute la pensée en Occident s'est efforcée de comprendre l'Autre en général, pour le ramener à soi, pour l'assimiler à nous. Le génocide hitlérien pourrait être considéré comme l'aboutissement extrême de cette violence de la pensée occidentale. Mais à cette volonté de s'assimiler autrui en le comprenant, s'oppose une série d'expériences quotidiennes, banales ou extraordinaires.

### Histoire de publication
Théorie de l'intuition dans la phénoménologie de Husserl (1930) constitue la thèse de doctorat du philosophe. Totalité et infini est écrit 31 ans après. 

## Résumé

### Préface
Emmanuel Levinas commence son ouvrage avec un mot d'ordre : « il importe au plus haut point de savoir si l'on n'est pas dupe de la morale ». Si l'on souhaite être moral, il n'en reste pas moins que la guerre semble une « possibilité permanente » ; or la guerre « suspend la morale » et « annule, dans le provisoire, les inconditionnels impératifs » que sont les règles de la vie normale en société. La guerre rend la morale « dérisoire », car la politique qui fait la guerre est « l'art de prévoir et de gagner par tous les moyens ».
Levinas affirme la thèse principale de son œuvre : « l'être se révèle comme guerre », et c'est là « la vérité du réel ». Il y a là un « évènement ontologique », qui est la « mise en mouvement des êtres » dans un rapport de force, qui est « l'épreuve du réel ». La violence consiste à « faire accomplir des actes qui vont détruire toute possibilité d'acte ». La guerre moderne se retourne ainsi contre celui qui tient les armes car elle détruit toute extériorité, elle « détruit l'identité du Même ».
Les individus en guerre se « réduisent à des porteurs de forces qui les commandent à leur insu ». La guerre est supportée par la conscience morale « que si la certitude de la paix domine l'évidence de la guerre ». Le bât blesse ici, car « la paix des empires sortis de la guerre repose sur la guerre ». Pour Levinas, il n'y a qu'une paix messianique qui puisse sauver le monde de la guerre.
Qu'est-ce que l'eschatologie ? Elle nous dit que tout n'est pas dans l'être, qu'il y a un infini au-delà de la totalité. La totalité, c'est l'être, et donc la force, la violence ; l'infini dépasse l'être. L'auteur soutient ainsi que l'eschatologie « ne vise pas la fin de l'histoire dans l'être compris comme totalité mais met en relation avec l'infini de l'être, qui dépasse la totalité ». Sans même démontrer des « vérités » eschatologiques, il est possible de « remonter à partir de l'expérience de la totalité à une situation où la totalité se brise » ; pour Levinas, si la totalité c'est l'être et donc la force, la violence, alors la situation qui brise la violence est « l'éclat de l'extériorité ou de la transcendance dans le visage d'autrui » ; cette transcendance « s'exprime par le terme d'infini ».
L'accueil du visage d'autrui est toutefois une violence, un dérangement. Levinas soulève une question problématique pour la discipline philosophique : « La violence qui consiste pour un esprit à accueillir un être qui lui est inadéquat, contredirait-elle l'idéal d' autonomie qui guide la philosophie, maîtresse de sa vérité dans l'évidence ? ».
Le philosophe cherche à définir l'infini et l'idée de l'infini. Il écrit que « dans l'idée de l'infini se pense ce qui reste toujours extérieur à la pensée. Condition de toute opinion, elle est aussi condition de toute vérité objective. L'idée de l'infini, c'est l'esprit avant qu'il s'offre à la distinction de ce qu'il découvre par lui-même et de ce qu'il reçoit de l'opinion ». L'objectif de l'ouvrage de Levinas est de « raconter comment l'infini se produit dans la relation du Même avec l'Autre et comment, indépassable, le particulier et le personnel magnétisent en quelque façon le champ même où cette production de l'infini se joue » ; ainsi, « le livre présentera la subjectivité comme accueillant Autrui, comme hospitalité. En elle se consomme l'idée de l'infini ».

### L'impérialisme du Même sur l'Autre
La métaphysique est toujours tournée vers l'ailleurs, l'autrement, l'autre. Le désir « est désir de l'absolument Autre. En dehors de la faim qu'on satisfait, de la soif qu' on étanche et des sens qu'on apaise, la métaphysique désire l'Autre par-delà les satisfactions, sans que, par le corps aucun geste soit possible pour diminuer l'aspiration ». 
Levinas définit l'individualité : « Être moi, c'est [...] avoir l'identité comme contenu. Le moi, ce n'est pas un être qui reste toujours le même, mais l'être dont l'exister consiste à s'identifier, à retrouver son identité à travers tout ce qui lui arrive. Il est l'identité par excellence, l'œuvre originelle de l'identification ». 
Le Même ne s'identifie pas par simple opposition à l'Autre, car sinon le Même ferait déjà partie d'une totalité qui englobe le Même et l'Autre à la fois. Or, « dire que l'Autre peut rester absolument Autre, qu'il n'entre que dans le rapport du discours, c'est dire que l'histoire elle-même identification du Même ne saurait prétendre à totaliser le Même et l'Autre ».
Levinas nous rappelle que depuis Socrate, on sait que le processus de la connaissance consiste précisément à ramener l'inconnu au connu, le différent au Même. Connaître ontologiquement c'est découvrir en quoi la chose (l'autre) n'est plus cet étant particulier, singulier et dès l'abord unique, mais ressemble par quelque côté, qu'on privilégie, à toute une série d'autres pour constituer des ensembles dénommés genres ou espèces. Sous la diversité, l'esprit humain recherche pour son repos l'unité du genre à travers la médiation :
- du concept avec la dialectique ;
- de la notion d'horizon de compréhension avec la phénoménologie ;
- du souci de l'être de l'étant chez Heidegger.

L'Autre, en tant qu'étant singulier, se trouve dissous, objectivé dans le Même. Ce processus de fusion, qui est à la base du savoir mais aussi ultimement de la constitution récurrente de notre identité propre, en s'amplifiant s'exonère de toute limite chez Hegel dans l'identification ultime de l'identique avec le non identique au sein de l'esprit absolu. La Totalité, ainsi conçue, absorbe toutes les différences en dissolvant toute altérité.
Levinas cherche à dépasser la logique de cet enfermement et à réintroduire la possibilité du "Tout Autre", inassimilable à la Totalité, en faisant tout d'abord appel à l'idée d'infini philosophique qu'il trouve chez Descartes. L'idée d'infini qui s'accompagne d'un désir métaphysique, serait une idée innée, implantée dès l'origine, sans intentionnalité précise, dont la caractéristique serait, selon sa formule paradoxale, de contenir plus que ce qu'elle est capable de contenir. Une application nous en est donnée à travers les mystères de la relation intersubjective entre le MOI qui fait face à un TOI, relation qui déborde le cadre des catégories. Pour Levinas, Autrui, qui se présente à Moi, considéré en lui-même, dépasse toujours l'idée que je puis m'en faire, même en faisant appel à tout le savoir du monde. Le rapport entre humains n'est jamais une pure relation, ni le résultat d'un savoir rationnel, mais une proximité spontanée, asymétrique, infranchissable où Levinas situe le fondement de son Ethique.

### Intériorité et économique

#### L'absurdité de la haine
Pour Levinas, le bourreau des camps veut à la fois l'humiliation de celui qu'il torture et assassine, sa réduction au statut de chose et en même temps que la victime assiste en personne à son ravalement à l'état de chose. Le bourreau veut en même temps deux choses qui ne peuvent jamais coïncider : la réduction du sujet à l'état de chose et le fait pour le sujet d'y assister. Mais s'il est encore sujet, il n'est pas encore chose, et s'il est anéanti, il n'est plus sujet et ne peut assister à sa propre dégradation. L'impossibilité logique du dessein du bourreau est l'une des expériences nombreuses qui renvoient au caractère irréductible d'Autrui.

#### L'asymétrie éthique
Une autre de ces expériences est ce que Levinas appelle l'asymétrie éthique. Il est certain moment de la vie, peut-être par exemple dans le rapport des parents aux enfants, mais aussi dans des relations d'amitié ou dans le sursaut de courage qui m'amène à risquer ma vie pour une personne en train de se noyer, où je décide de me sacrifier pour autrui. Or si je peux exiger de moi-même ce sacrifice, il est hors de question que je le réclame en ma faveur. Cela signifie que l'autre et moi-même ne sommes pas dans le même système symétrique. Une situation de symétrie (comme l'objet et son reflet dans un miroir sans défauts), est une situation où je peux tirer entièrement d'un des côtés de la symétrie, les éléments de l'autre, au prix d'une simple conversion (la gauche de l'objet dans la réalité est la droite dans le miroir). Ce n'est pas cette symétrie qui préside aux rapports humains. L'asymétrie éthique signifie que l'autre et moi-même ne pouvons être inscrits dans un système homogène de part en part. L'asymétrie est éthique:ce que je me permets d'exiger de moi-même ne se compare pas à ce que je suis en droit d'exiger d'Autrui

#### La parole
Quand je parle sauf - et encore -, lorsqu'il s'agit d'un discours tout préparé (comme le discours du trône par la Reine du Royaume-Uni), je livre à mon interlocuteur ma pensée. Mais cette pensée qui en vient à se figer et à se couler, en quelque sorte, dans des mots, je puis toujours en modifier et en préciser la teneur. Platon disait que la définition de la parole, c'est de se porter sans cesse secours à soi-même.

#### La caresse érotique
La caresse est une manière d'appréhender l'autre, de le « posséder » (on use de l'expression : « posséder sa femme », ce qui est peut-être l'expression d'une société machiste, c'est vrai, mais la possession est réciproque). La caresse qui vise à la possession et à la jouissance en est une forme singulière et paradoxale, car cette jouissance ne se clôture pas sur l'absorption mais (sauf le cas extrême du viol en un sens), sur le maintien de l'objet désiré, non sur sa suppression sur la suractivation de son désir. La caresse érotique marche à l'invisible dira Levinas. On pourrait ajouter que le désir sexuel est le désir du désir de l'autre.

#### L'idée de l'infini
Pour Levinas, la découverte de l'absurdité de la haine, la rencontre du Visage, l'asymétrie de l'expérience éthique, la caresse érotique peuvent être identifiées au fait de l'idée de l'infini en moi. Avoir l'idée de l'Infini, c'est avoir l'idée de ce dont je ne peux avoir l'idée puisque toute espèce de réalisation (au sens où l'on dit « je réalise enfin ce que vous voulez me dire »), de l'infini reste toujours en deçà de ce qu'est l'infini. Dans l'idée ou le concept de l'infini, je pense paradoxalement quelque chose qui reste toujours au-delà de ma pensée. Je pense, quand j'ai l'idée de l'infini, plus que ce que je ne peux penser. Avoir l'idée de l'infini, c'est avoir l'idée de ce dont je ne peux me faire aucune idée. L'idée de l'Infini c'est exactement, selon Levinas, la rencontre d'Autrui. Être en présence de l'autre, de son Visage, c'est avoir l'idée de l'infini et c'est la rencontre de ce que la religion traditionnelle appelle Dieu. Un Dieu que je ne peux que désirer.

#### Le Désir
Le Désir dont parle Levinas est un Désir qui, paradoxalement, n'est satisfait que dans la mesure où il ne l'est pas. Le Désir d'un verre d'eau, quand je veux me désaltérer, d'une nourriture quand je veux me rassasier, est un désir de jouissance et dont la fin est l'assouvissement par absorption de l'eau ou de la nourriture. Le Désir, qui a pour objet Autrui ou l'Infini, ne peut être « satisfait » qu'en ne se clôturant pas par un assouvissement qui livrerait l'autre à mes pouvoirs, comme l'objet convoité dans la faim ou dans la soif. Ce Désir peut être la bonté, le dévouement mais aussi le Désir sexuel qui vit, non d'être satisfait et de se clore, mais de renaître sans cesse puisque jamais l'objet convoité ne peut être assimilé. Dans le cas des relations sexuelles (mais en un sens aussi de toutes les relations humaines), il y a jouissance mais une jouissance paradoxale qui consiste à ne pas absorber l'autre. Cette structure de la jouissance sexuelle, selon Levinas, annonce, de manière relationnelle et non pas biologique, l'enfant.
En effet l'enfant est moi-même d'une certaine manière. On dit « Tel père, tel fils », au sens où l'on souligne la parenté de mon enfant et de moi-même, ma ressemblance avec lui, soit que ce constat de ressemblance vienne de l'entourage, soit qu'il vienne de l'enfant lui-même : « J'ai mauvais caractère mais de qui l'ai-je hérité? ». L'enfant est donc moi. La relation avec lui peut se comparer avec une relation de jouissance où je m'assimile l'eau bue, la nourriture digérée. Mais l'enfant est aussi un autre, un Visage dont l'altérité radicale m'échappe. Avoir un rapport avec quelqu'un qui soit, à la fois, un rapport de jouissance et de retour à soi, et un rapport de dévouement et de Désir, c'est être père ou mère ou amant ou ami.

### Le visage et l'extériorité
L'épiphanie du visage est la troisième expérience de l'altérité absolue. Par certains aspects, le visage d'un autre est quelque chose qui se prête à mon investigation. Je peux le photographier, en faire le portrait, l'étudier, le reconnaître, notamment à partir d'un portrait-robot. À cet égard, je peux capter l'autre, le réduire à mon ou mes pouvoirs, l'emprisonner dans l'image que je m'en fais et que j'exhibe en public (c'est de là que vient, sans aucun doute, le rejet par les Musulmans et les Juifs de toute image de Dieu et même des images humaines, peut-être aussi, chez les peuples plus « premiers », l'horreur de la photo).
Par un autre côté, le visage est ce qui m'échappe. Sur cet espace du monde où se découpe le visage, il y a un passage incessant de l'invisible au visible : telle jeune femme rencontrée dans la rue et qui pleure, un sourire, la colère, la peur, les cris ou la parole, l'écoute… Pleurs, écoute, parole montent d'un fonds invisible dont les éléments deviennent peu à peu visibles, mais sans que ce fonds soit jamais épuisé, sans que l'invisible soit un jour entièrement traduit dans le visible du Visage.
Le visage « est présent dans son refus d'être contenu ». Il ne peut dès lors être « ni vu, ni touché », car « dans la sensation visuelle ou tactile, l'identité du moi enveloppe l'altérité de l'objet qui précisément devient contenu ». Il « se refuse à la possession, à mes pouvoirs » ; il se mue « en résistance totale à la prise ». Ce n'est qu'ainsi qu'a lieu « l'ouverture d'une dimension nouvelle ». En effet, la résistance du visage n'est pas la résistance d'une force ; le visage se défie de « mon pouvoir de pouvoir », il « perce la forme qui cependant le délimite ». Ainsi, « le visage me parle et par là m'invite à une relation sans commune mesure avec un pouvoir qui s'exerce ».

### Conclusions
Levinas passe en revue les sujets abordés dans l'ouvrage et les conclusions qu'il peut en tirer. 
En ce qui concerne le pareil et le Même, il rappelle qu'il « n'a pas cherché à décrire la psychologie de la relation sociale ». Il a montré que la relation sociale, l'idée de l'infini, la présence d'un contenu qui dépasse la capacité du contenant, sont « la trame logique de l'être ». Pour un individu, son identité n'est pas être pareil à lui-même, « mais à être le même à être soi-même, à s'identifier de l'intérieur ». La singularité, rappelle Levinas, « surgit à partir de la sphère logique exposée au regard et organisée en totalité par le retournement de cette sphère en intériorité du moi ». La singularité est organisée par le « retournement de cette sphère en intériorité du moi ».
Ensuite, Levinas soutient que « l'être est extériorité ». L'exercice de lui-même par l'être est extérieur. L'extériorité est vraie « dans un face à face qui n'est plus entièrement vision [...] le face à face s'établit à partir d'un point, séparé de l'extériorité si radicalement qu'il se tient de lui-même, est moi ». Ainsi, « la vraie essence de l'homme se présente dans son visage où il est infiniment autre qu'une violence à la mienne pareille ».

## Postérité
La thèse de Levinas est en partie reprise par Bernard Stiegler  au sujet du mode d'apparaître des consciences. Stiegler soutient qu'elles n'apparaissent qu'en disparaissant, ce qui donne le prix du lien que nous nous nouons avec une conscience. Ce rapport est en effet précieux car il est marqué par la finitude, chaque instant de communion ne l'étant que parce que l'on sait qu'il est voué à s'évanouir. Au contraire, Levinas fait de la rencontre avec l'Autre, la rencontre de l'Infini, de ce qu'il appelle Révélation, soit de ce à quoi je n'ai jamais aspiré, d'une Terre promise à laquelle je n'ai jamais songé, de ce dont mon cœur n'a jamais souhaité être comblé.
Cette épiphanie du visage, d'inspiration phénoménologique, sera critiquée par Derrida et sera remise en question dans Autrement qu'être ou au-delà de l'essence.